# Distretto di Fujitsu
Il distretto di Fujitsu (藤津郡, Fujitsu-gun?) è uno dei distretti della prefettura di Saga, in Giappone.
Attualmente fa parte del distretto solo il comune di Tara.
| Controllo di autorità | VIAF (EN) 255844048 · NDL (EN, JA) 00406590 |